# Domino (2005)
Domino is een Frans-Amerikaans-Britse biografische actiefilm uit 2005 onder regie van Tony Scott en geschreven door Richard Kelly. Het verhaal beschrijft het leven van premiejaagster Domino Harvey. Domino ging op 25 september 2005 in wereldpremière tijdens het Internationaal filmfestival van Montreal.

## Verhaal
Het leven van Domino Harvey verveelt haar. Daarom sluit ze zich aan bij het team van Ed Moseby en wordt ze premiejaagster.

## Rolverdeling
| Acteur             | Personage          | Opmerking                |
| ------------------ | ------------------ | ------------------------ |
| Keira Knightley    | Domino Harvey      |                          |
| Mickey Rourke      | Ed Mosebey         | Gebaseerd op Ed Martinez |
| Édgar Ramírez      | Choco              |                          |
| Riz Abbasi         | Alf                |                          |
| Ian Ziering        | Zichzelf           |                          |
| Brian Austin Green | Zichzelf           |                          |
| Macy Gray          | Lashandra Davis    |                          |
| Lucy Liu           | Taryn Miles        |                          |
| Jerry Springer     | Zichzelf           |                          |
| Christopher Walken | Mark Heiss         |                          |
| Mena Suvari        | Kimmie             |                          |
| Delroy Lindo       | Claremont Williams |                          |
| Peter Jacobson     | Burke Beckett      |                          |
| Mo'Nique           | Lateesha Rodriguez |                          |